# Frýdlant
Frýdlant (Duits: Friedland) is een Tsjechische stad in de regio Liberec, en maakt deel uit van het district Liberec.
Frýdlant telt 7608 inwoners.
Frýdlant was tot 1945 een plaats met een overwegend Duitstalige bevolking. Na de Tweede Wereldoorlog werd de Duitstalige bevolking verdreven.

## Bestuurlijke indeling
Tot de stad behoren de stadsdelen:
- Albrechtice u Frýdlantu (Olbersdorf) met Filipov (Philippsberg)
- Frýdlant mit Hág (Hag) en Údolí (Jäckelsthal)
- Větrov (Ringenhain) met Dolní Větrov (Niederringenhain) en Horní Větrov (Oberringenhain).

## Bezienswaardigheden

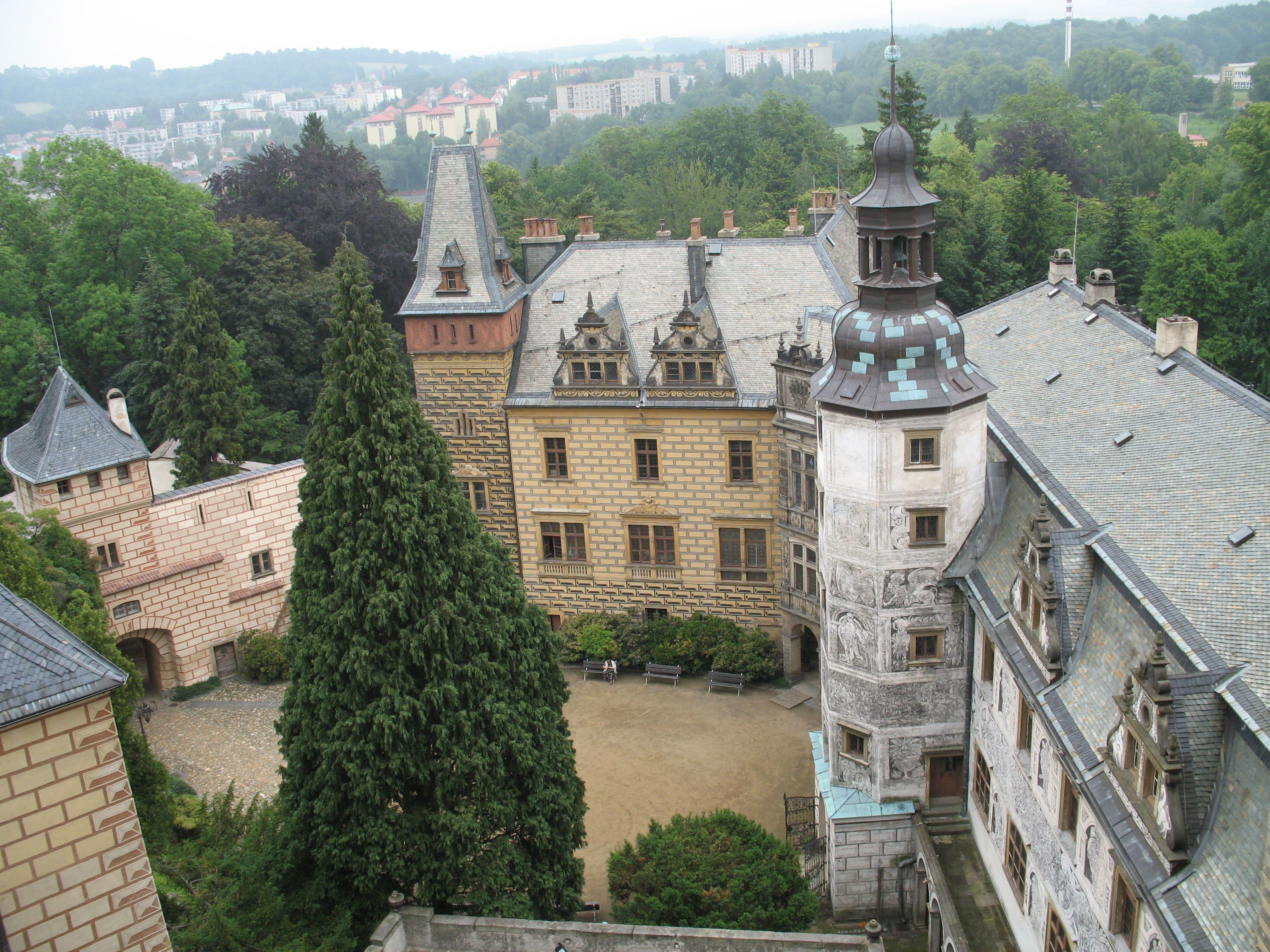
Burcht en kasteel Friedland

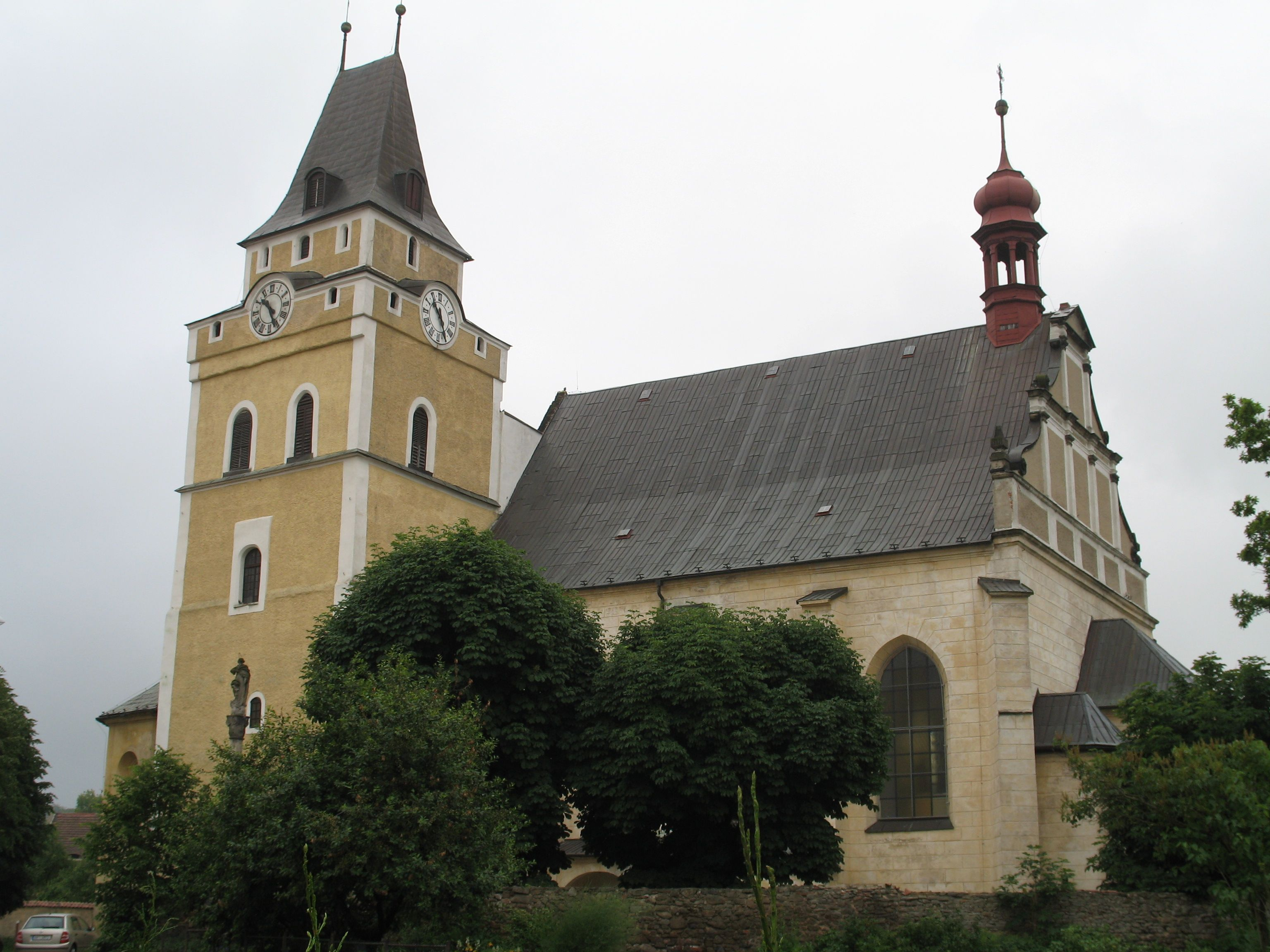
Kirche der Kreuzfindung

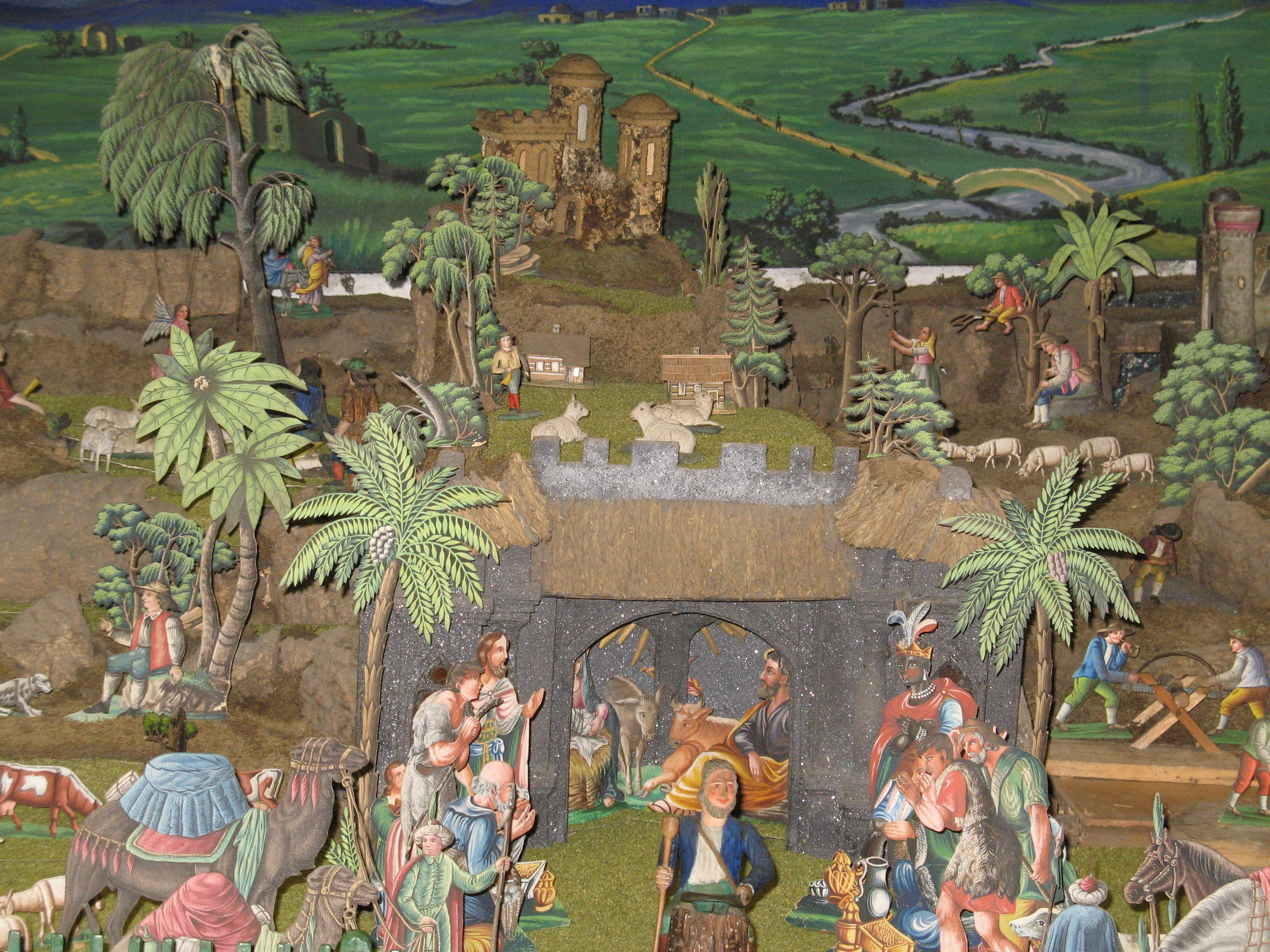
kerststal Bethlehem

- Burcht en kasteel Friedland, 13de eeuw
- Kirche der Kreuzfindung (Kostel Nalezení sv. Kříže), 1549
- Stadhuis in neorenaissance stijl] van de architect Franz Neumannop de tweede verdieping is het stadsmuseum
- Friedländer kerststal Bethlehem
- Kirche der Heiligen Maria Magdalena (Kostel sv. Maří Magdaleny, orthodox)
- Pestsäule, 1899
- Uitzichttoren (21 meter)

## Geboren
- Jan Rajnoch (1981), voetballer
- Antonín Hájek (1987-2022), schansspringer